# ホベルト・メネスカル
ホベルト・メネスカル（Roberto Menescal、1937年10月25日 - ）は、ブラジルの作曲家、音楽プロデューサー、ギタリスト、ボーカリスト、そしてボサノヴァのパイオニアである。彼の歌の多くには、彼の最も有名な作曲「O Barquinho」（「Little Boat」）を含む海への言及がある。彼はまた、カルロス・リラ、ナラ・レオン、ワンダ・サー、エール・ヴァンゼラ、その他多くの人々との仕事でも知られている。メネスカルは、ムジカ・ポプラール・ブラジレイラ（ブラジルのポップス）、ボサノヴァ、サンバなどのラテン音楽のジャンルで演奏してきた。2002年に息子のボッサ・グループ「ボサクカノヴァ (Bossacucanova)」との仕事でラテン・グラミー賞にノミネートされ、2013年11月にラスベガスで「2013年ラテン・レコーディング・アカデミー特別賞」を受賞した。

## 略歴
1957年、彼はブラジルのシルヴィア・テリスのサイドマンとして働いた。1年後、彼はカルロス・リラと一緒にギター・スクールを始めた。彼は、ベベット、エンリケ、ジョアン・マリオ、ルイス・カルロス・ヴィーニャスとともに、最も初期のボサノヴァ・バンドの1つを結成した。彼は、1950年代後半から1960年代初頭にかけて、「I Festival de Samba Session」などのパフォーマンスやコンサートを通じてボサノヴァを広めた。アライヂ・コスタは1959年にメネスカルの歌「Jura de Pombo」を録音した。「O Barquinho」は翌年、マイーザ、パウリーニョ・ノゲイラ、ペリー・ヒベイロによって録音された。彼は1962年にカルロス・リラとアントニオ・カルロス・ジョビンと一緒にボサノヴァ・フェスティバルに参加したとき、カーネギー・ホールで「O Barquinho」を歌った。1960年代半ばから後半にかけて、彼はポリグラムの編曲家にして音楽プロデューサーとして、マリア・ベターニア、ガル・コスタ、ジルベルト・ジル、ジョルジ・ベンジョール、カエターノ・ヴェローゾの音楽をプロデュースした。1970年にはポリグラムのタレント・スカウトとなり、映画やテレビの音楽を作曲し、ナラ・レオン、エリス・レジーナ、ジャイル・ロドリゲス、そしてクローデット・ソアレスのスタジオにおけるサイドマンを務めた。1980年代に彼はソロのキャリアに集中し、ジャズ・サックス奏者のジョー・ヘンダーソンとレコーディングを行った。彼はレコード・レーベル「アルバトロス (Albatroz)」を所有している。

## ディスコグラフィ

### リーダー・アルバム
- 『ボサノヴァ』 - A Bossa Nova (1963年、Elenco)
- 『ボッサ・セッション』 - Bossa Session (1964年、Elenco)
- A Nova Bossa Nova (1964年、Elenco)
- Surfboard (1966年、Elenco)
- The Boy from Ipanema Beach (1965年、Kapp)
- Soul Beat Brazil - The New Rhythms Of Menescal (1966年、Kapp)
- O Conjunto De Roberto Menescal (1969年、Forma)
- 『ギターひとつの部屋で』 - Um Cantinho, Um Violão (1985年、Philips) ※with ナラ・レオン
- 『私と音楽』 - Eu E A Música (1995年、CID) ※with ワンダ・サー
- Uma Mistura Fina (1997年、Albatroz) ※with ワンダ・サー、ミエーレ
- Estrada Tokyo-Rio (1998年、RDS Fonográfica) ※with ワンダ・サー
- Bossa Evergreen (2000年、Albatroz)
- 『ブラジリダージ』 - Brasilidade (2001年、Six Degrees) ※with ボサクカノヴァ
- Bossa Entre Amigos (2001年、Albatroz) ※with ワンダ・サー、マルコス・ヴァレ
- Bossa Jazz Session (2003年、Albatroz) ※with エディ・パレルモ
- Bossa Zen (2003年、Albatroz)
- 『ギターと私とボサノヴァ』 - Eu & Cris (2003年、Albatroz) ※with クリス・デランノ、日本盤の原題は『A Voz Aveludada』
- 『ホベルト・メネスカル・ソング・ブック』 - Roberto Menescal Song Book (2003年、Zico Label) ※日本のみコンピレーション
- Jazz Zen (2004年、Albatroz)[4]
- 『スウィンゲイラ』 - Swingueira (2005年、Albatroz) ※with ワンダ・サー[5]
- Balansamba 2005 (2005年、Albatroz)
- Agarradinhos (2007年、EMI, Tacacá Music) ※with レイラ・ピニェイロ
- Os Bossa Nova (2008年、Biscoito Fino) ※with カルロス・リラ、マルコス・ヴァーリ、ジョアン・ドナート
- Bossa De Alma Nova (2012年、Albatroz) ※with アンドレア・アモリン
- O Encontro Inédito (2017年、Biscoito Fino) ※with アベウ・シルヴァ
- Bossa Nova Meets The Beatles (2017年、Deck) ※with クラウディオ・ドゥアルテ
- Bossa Got The Blues (2019年、Polysom) ※with ボサクカノヴァ
- 80 Anos (2019年、Som Livre)
- Faz Parte Do Meu Show, Cazuza Em Bossa (2020年、Som Livre) ※with ロドリゴ・サントス、レイラ・ピニェイロ

### メイレレス&オス・コパ5
- 『オ・ソン』 - O Som (1964年、Philips)
- 『オ・ノーヴォ・ソン』 - O Nôvo Som (1965年、Philips)[6]